# Champagne amer
Champagne amer és una pel·lícula francesa dirigida i coescrita per Ridha Béhi rodada el 1986 i estrenada el 1994.

## Sinopsi
Al nord d'Àfrica, la vigília de la independència, cap al 1955, el fill de colon Paul Rivière rebutja la idea d'abandonar la seva terra. Els esdeveniments l'obligaran a fer-ho. Uns anys més tard, la Mariam marxa a la ciutat amb el seu fill Wanis, a qui el seu pare Paul sempre s'ha negat a reconèixer. El vell Zigou els acompanya per protegir-los en aquesta aventura.

## Repartiment
- Jean Carmet : Zigou
- Patrick Bruel : Wanis
- Ida Di Benedetto : Mariam
- Amidou : Slim
- Ben Gazzara : Paul Rivière
- Julie Christie : Betty Rivière
- Polli Magaro : Alice
- Sofiane Ouissi : Wanis jove

## Comentaris
La pel·lícula es va estrenar el 4 de maig de 1994, pocs dies després de la mort de Jean Carmet el 20 d'abril de 1994. Va obtenir una menció especial a la VIII edició de la Mostra de València el 1987.